# Steekschuim

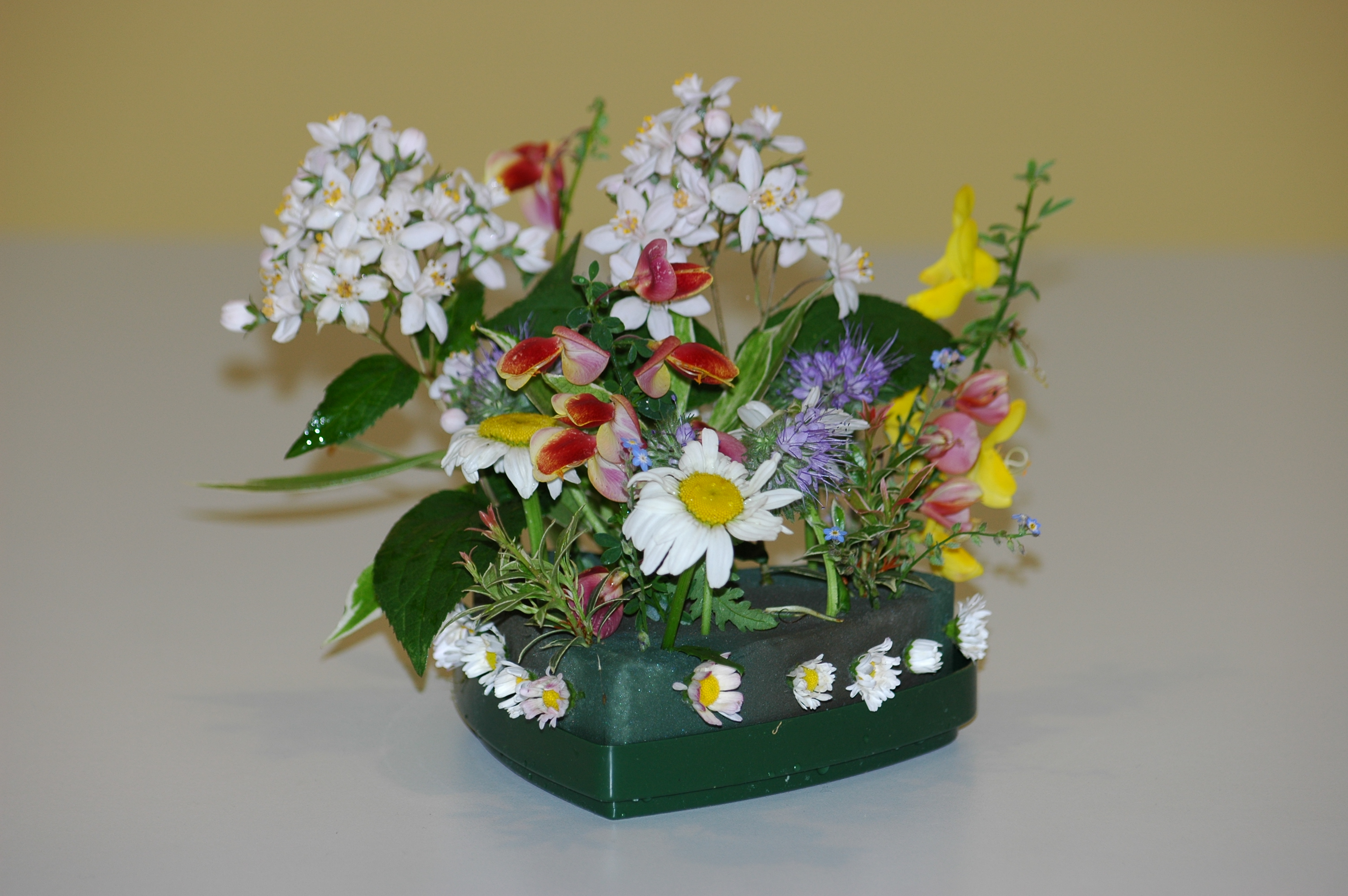
Bloemstukje gemaakt van bloemen gestoken in steekschuim

Steekschuim (ook bekend onder de merknaam Oasis en als oase) is een hard (vaak groen) schuim dat in de bloemsierkunst vaak wordt toegepast als basis waar de onderdelen van bloemstukken en kerststukjes worden ingestoken. Het schuim is in staat veel vocht op te nemen zodat het levende materiaal lang vers blijft.
Voor verse bloemen kan groen steekschuim maar eenmalig worden gebruikt.
Oasis is een olieproduct en daardoor slecht biologisch afbreekbaar en milieubelastend. Het mag daarom niet in de GFT-container maar moet in de restafvalcontainer.

## Nat maken
Voordat het steekschuim wordt gebruikt, moet het in water worden gelegd, zodat het zich vol kan zuigen. Dit kan niet door het in een emmer onder te dompelen, of door het onder de kraan te houden, daar dan in het midden een ingesloten luchtbel over blijft. Er is ook een vorm van steekschuim die geen water opneemt. Veelal wordt dit gebruikt voor droogbloemen of voor arrangementen van zijden bloemen.